# Saint-Savin (Isère)
Pour les articles homonymes, voir Saint-Savin.
Saint-Savin est une commune française située dans le département de l'Isère, en région Auvergne-Rhône-Alpes.
Positionnée dans le nord du département, la commune est adhérente à Communauté d'agglomération Porte de l'Isère dont le siège est fixé dans la commune voisine de l'Isle d'Abeau.
Ses habitants sont appelés les Saint-Savinois,.

## Géographie

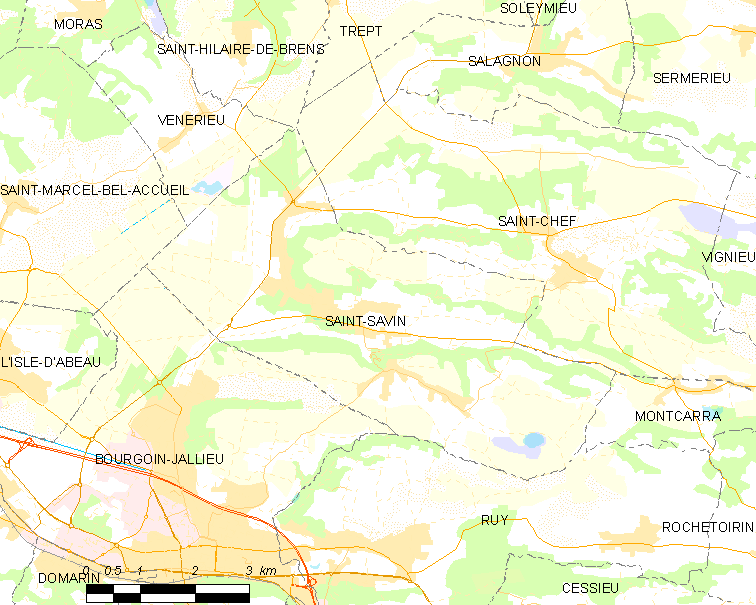
Plan du territoire de Saint-Savin et des communes limitrophes.

### Situation
Saint-Savin est situé dans l'extrême nord du département de l'Isère, dans la région dite des Terres froides, à 5 km au nord-est de Bourgoin-Jallieu et est proche du département de l'Ain.
Le bourg est vers 230 mètres d'altitude, mais l'altitude maximale du finage communal est de 403 mètres, l'altitude minimale étant de 213 mètres.

### Communes limitrophes
| Vénérieu                 | Saint-Chef                      | Saint-Chef   |
| Saint-Marcel-Bel-Accueil | Saint-Savin (Isère)             | Montcarra    |
| Bourgoin-Jallieu         | Bourgoin-Jallieu / Ruy-Montceau | Ruy-Montceau |

### Géologie
La commune de Saint-Savin est située en bordure sud-orientale de la région naturelle de L'Isle-Crémieu, en limite des Terres froides qui est riche en débris d'oursins et quelquefois même de débris de crustacés.

### Climat
Pour des articles plus généraux, voir Climat d'Auvergne-Rhône-Alpes et Climat de l'Isère.
En 2010, le climat de la commune est de type climat des marges montargnardes, selon une étude du Centre national de la recherche scientifique s'appuyant sur une série de données couvrant la période 1971-2000. En 2020, Météo-France publie une typologie des climats de la France métropolitaine dans laquelle la commune est exposée à un climat de montagne ou de marges de montagne et est dans une zone de transition entre les régions climatiques « Moyenne vallée du Rhône » et « Alpes du nord ». 
Pour la période 1971-2000, la température annuelle moyenne est de 11,6 °C, avec une amplitude thermique annuelle de 17,9 °C. Le cumul annuel moyen de précipitations est de 1 087 mm, avec 10,2 jours de précipitations en janvier et 7 jours en juillet. Pour la période 1991-2020, la température moyenne annuelle observée sur la station météorologique de Météo-France la plus proche, « Bourgoin », sur la commune de Bourgoin-Jallieu à 5 km à vol d'oiseau, est de 12,4 °C et le cumul annuel moyen de précipitations est de 844,0 mm,. Pour l'avenir, les paramètres climatiques de la commune estimés pour 2050 selon différents scénarios d'émission de gaz à effet de serre sont consultables sur un site dédié publié par Météo-France en novembre 2022.

### Hydrographie
Le territoire communal est traversé par le ruisseau de Saint-Savin.

### Voies de communication

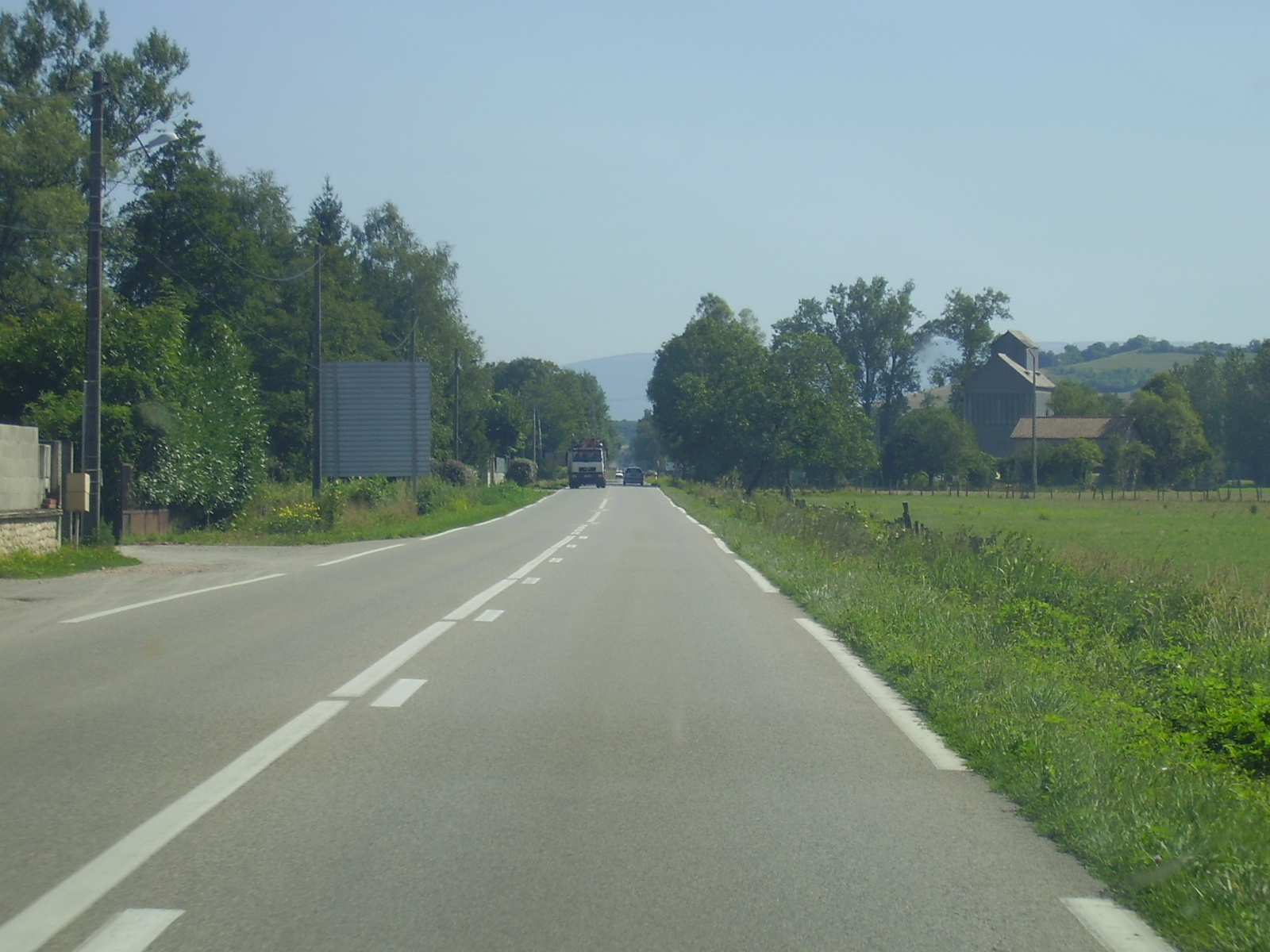
La RD 522 à la sortie de Saint-Savin

L'A43 qui relie la commune à Lyon et à Chambéry passe à quelques kilomètres au sud du territoire communal, ce qui lui permet d'être desservie par une bretelle de sortie :
 7 à 31 km : L'Isle-d'Abeau-centre, Morestel, Bourgoin-Jallieu-Ouest, Crémieu, L'Isle-d'Abeau-Les Sayes
La route départementale 522 (RD 522) relie la commune de Saint-Jean-de-Bournay à la commune de Courtenay après avoir traversé Bourgoin-Jallieu et Saint-Savin.

## Urbanisme

### Typologie
Au 1er janvier 2024, Saint-Savin est catégorisée bourg rural, selon la nouvelle grille communale de densité à sept niveaux définie par l'Insee en 2022.
Elle appartient à l'unité urbaine de Saint-Savin, une unité urbaine monocommunale constituant une ville isolée,. Par ailleurs la commune fait partie de l'aire d'attraction de Lyon, dont elle est une commune de la couronne,. Cette aire, qui regroupe 397 communes, est catégorisée dans les aires de 700 000 habitants ou plus (hors Paris),.

### Occupation des sols
L'occupation des sols de la commune, telle qu'elle ressort de la base de données européenne d’occupation biophysique des sols Corine Land Cover (CLC), est marquée par l'importance des territoires agricoles (68 % en 2018), en diminution par rapport à 1990 (71,7 %). La répartition détaillée en 2018 est la suivante : 
terres arables (37,1 %), zones agricoles hétérogènes (30,9 %), forêts (16,7 %), zones urbanisées (10,7 %), zones industrielles ou commerciales et réseaux de communication (1,8 %), eaux continentales (1,7 %), zones humides intérieures (1,1 %). L'évolution de l’occupation des sols de la commune et de ses infrastructures peut être observée sur les différentes représentations cartographiques du territoire : la carte de Cassini (XVIIIe siècle), la carte d'état-major (1820-1866) et les cartes ou photos aériennes de l'IGN pour la période actuelle (1950 à aujourd'hui).

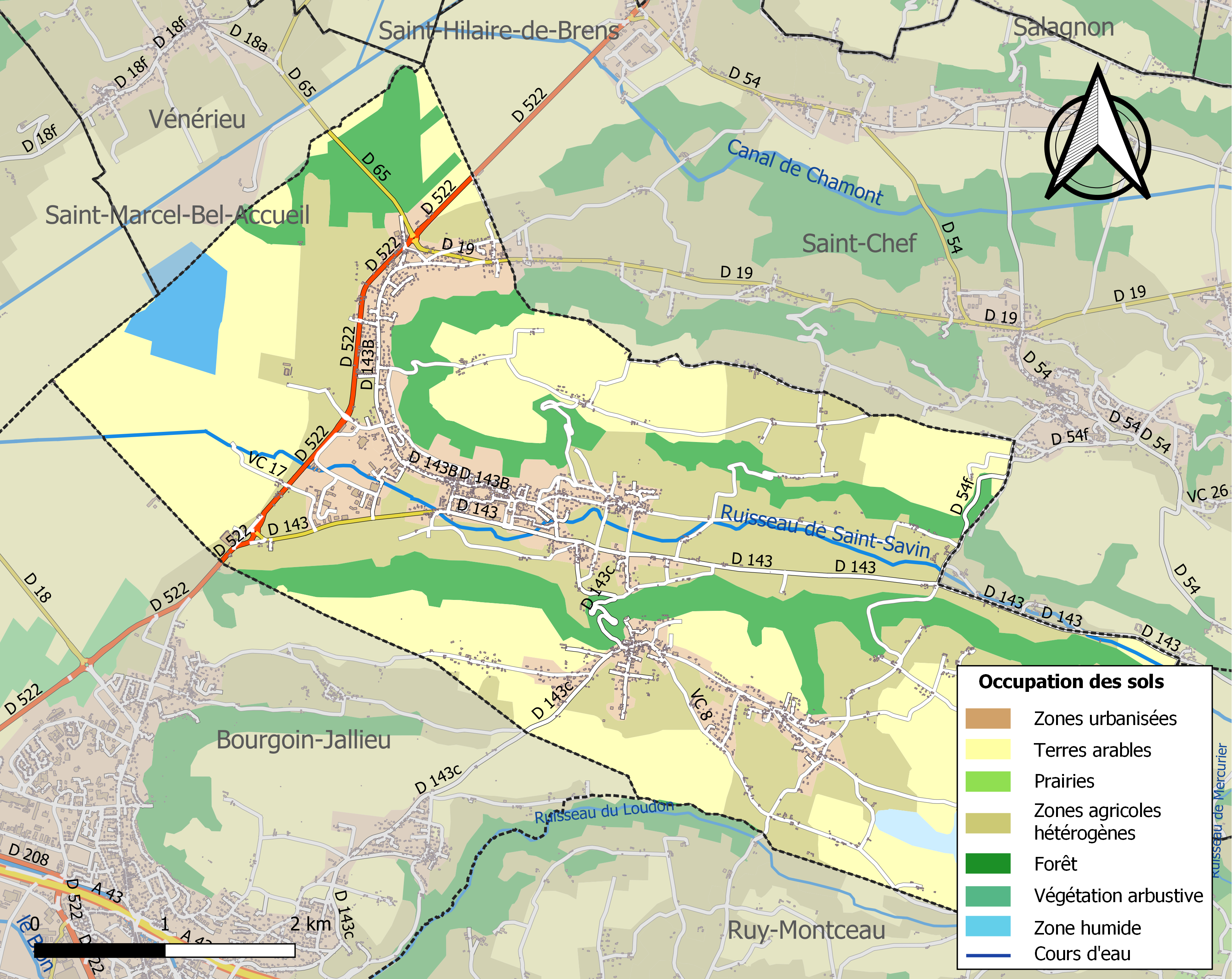
Carte des infrastructures et de l'occupation des sols de la commune en 2018 (CLC).

### Risques naturels et technologiques majeurs

#### Risques sismiques
L'ensemble du territoire de la commune de Saint-Savin est situé en zone de sismicité n°3 (sur une échelle de 1 à 5), comme la plupart des communes de son secteur géographique.
| Type de zone | Niveau            | Définitions (bâtiment à risque normal) |
| ------------ | ----------------- | -------------------------------------- |
| Zone 3       | Sismicité modérée | accélération = 1,1 m/s2                |

## Toponymie
Le plus ancien document mentionnant la commune date de l'année 993, avec la forme Saint-Saviniatico. Au cours des siècles suivant , on observe les graphies suivantes Saint-Savignus (XIIe siècle), Saint-Sabinus (XIIe siècle) et Saint-Sabini (XIIe siècle). Pendant la période révolutionnaire, la commune est dénommée Valbon.
La commune doit son nom au saint Savin de Cerisier, d'origine macédonienne, qui vécut un temps en Gaule lyonnaise (Bresse actuelle) avant de s'installer dans le Poitou, aux environs de Saint-Savin-sur-Gartempe.

## Histoire

### Préhistoire et Antiquité
Des occupations datant du Néolithique ont été identifiées sur le territoire de communes voisines, telle que de Saint-Marcel-Bel-Accueil (grotte de Messenas), située à moins de 5 km de Bourgoin.
Le secteur actuel de Saint-Savin et du Nord-Isère se situe à l'ouest du territoire antique des Allobroges, ensemble de tribus gauloises occupant l'ancienne Savoie, ainsi que la partie du Dauphiné, située au nord de la rivière Isère.

### Moyen Âge
L'histoire médiévale de la commune se fait à travers celles des villages de Saint-Savin et de Demptézieu. « Du Moyen Âge à la fin de l'Ancien Régime, Saint-Savin et Demptézieu n'ont formé qu'une seule et même communauté d'habitants », dont Demptézieu était le centre de la châtellenie, notamment avec le château fort.

### Temps Modernes et Époque contemporaine
En 1793, la commune a pris brièvement le nom révolutionnaire de « Valbon ». En 1794, la commune de Demptézieu est rattachée à la commune Saint-Savin.

## Politique et administration

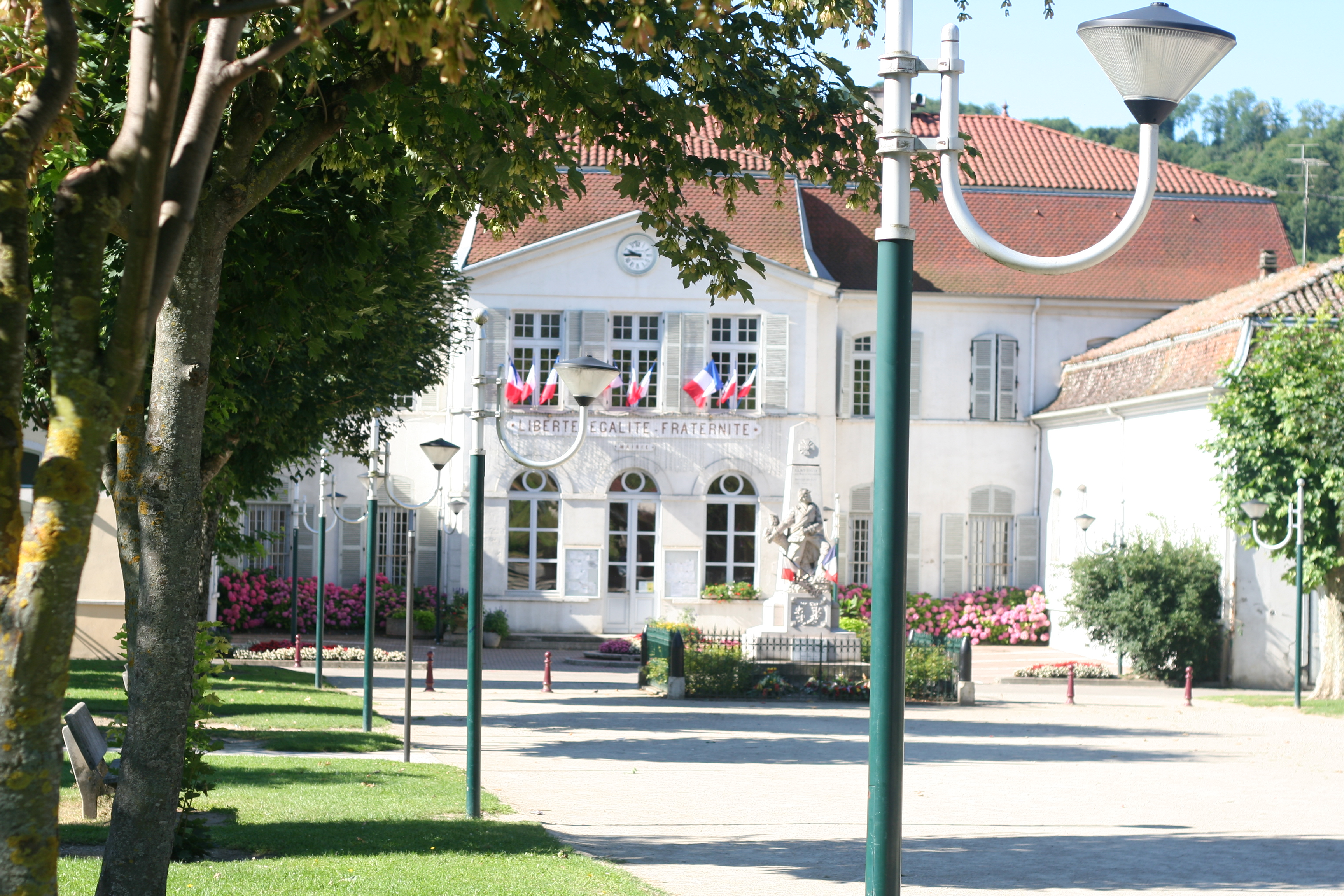
Mairie de Saint-Savin

### Liste des maires
| Période                                  | Période  | Identité                                | Étiquette          | Qualité                                                     |
| ---------------------------------------- | -------- | --------------------------------------- | ------------------ | ----------------------------------------------------------- |
| 1813                                     | 1843     | Louis-Joseph Augustin de Menon de Ville |                    |                                                             |
| 1843                                     | 1848     | Aimé Doncieux                           |                    |                                                             |
| 1848                                     | 1852     | Auguste Parmilleux                      |                    |                                                             |
| 1852                                     | 1863     | Aimé Doncieux                           |                    |                                                             |
| 1863                                     | 1870     | Pierre-Joseph Parmilleux                |                    |                                                             |
| 1870                                     | 1872     | Joseph-Félix Chavrier                   |                    |                                                             |
| 1872                                     | 1874     | Jean Rey                                |                    |                                                             |
| 1874                                     | 1876     | Auguste Parmilleux                      |                    |                                                             |
| 1876                                     | 1886     | Alfred de Menon                         |                    | Fils de Louis-Joseph Auguste de Menon de Ville              |
| 1887                                     | 1892     | Henri de Menon                          |                    | Fils du maire précédent                                     |
| 1892                                     | 1896     | Jean Rey                                |                    |                                                             |
| 1896                                     | 1903     | Joseph Parmilleux                       |                    |                                                             |
| 1903                                     | 1903     | Jean Coppard                            |                    |                                                             |
| 1903                                     | 1919     | Jules Chavrier                          |                    |                                                             |
| 1919                                     | 1922     | Jean Berliat                            |                    |                                                             |
| 1922                                     | 1925     | Louis Rey                               |                    |                                                             |
| 1925                                     | 1941     | Joseph Abel                             | Radical-socialiste | Conseiller Général (1937-1940) entrepreneur en tissage      |
| 1941                                     | 1942     | Joseph Berliat                          |                    |                                                             |
| 1942                                     | 1947     | Henry Coppard                           | SFIO               | Serrurier                                                   |
| 1947                                     | 1961     | Joseph Abel                             | Radical-socialiste | Conseiller général (1951-1958) entrepreneur en tissage      |
| ....                                     | 1983     | Henry Coppard                           | PS                 | Serrurier                                                   |
| 1983                                     | 1995     | Daniel Marquet                          | RPR                | Entrepreneur (gravières)                                    |
| 1995                                     | 2008     | Bernard Cottaz                          | PS                 | Inspecteur de l'Education Nationale                         |
| 2008                                     | 2020     | Évelyne Michaud                         | DVD                | Secrétaire de mairie Conseillère départementale depuis 2015 |
| 2020                                     | En cours | Fabien Durand                           | DVD                |                                                             |
| Les données manquantes sont à compléter. |          |                                         |                    |                                                             |

### Jumelages
- Verchères (Canada) depuis 2004[20],[21].

## Population et société

### Démographie
L'évolution du nombre d'habitants est connue à travers les recensements de la population effectués dans la commune depuis 1793. Pour les communes de moins de 10 000 habitants, une enquête de recensement portant sur toute la population est réalisée tous les cinq ans, les populations de référence des années intermédiaires étant quant à elles estimées par interpolation ou extrapolation. Pour la commune, le premier recensement exhaustif entrant dans le cadre du nouveau dispositif a été réalisé en 2006.

En 2022, la commune comptait 4 297 habitants, en évolution de +6,44 % par rapport à 2016 (Isère : +3,07 %, France hors Mayotte : +2,11 %).
| 1793  | 1800  | 1806  | 1821  | 1831  | 1836  | 1841  | 1846  | 1851  |
| ----- | ----- | ----- | ----- | ----- | ----- | ----- | ----- | ----- |
| 1 543 | 1 529 | 1 706 | 2 068 | 2 282 | 2 399 | 2 359 | 2 434 | 2 497 |

| 1856  | 1861  | 1866  | 1872  | 1876  | 1881  | 1886  | 1891  | 1896  |
| ----- | ----- | ----- | ----- | ----- | ----- | ----- | ----- | ----- |
| 2 357 | 2 341 | 2 254 | 2 168 | 2 136 | 2 057 | 2 057 | 2 012 | 1 926 |

| 1901  | 1906  | 1911  | 1921  | 1926  | 1931  | 1936  | 1946  | 1954  |
| ----- | ----- | ----- | ----- | ----- | ----- | ----- | ----- | ----- |
| 1 803 | 1 793 | 1 732 | 1 570 | 1 553 | 1 522 | 1 499 | 1 513 | 1 551 |

| 1962  | 1968  | 1975  | 1982  | 1990  | 1999  | 2006  | 2011  | 2016  |
| ----- | ----- | ----- | ----- | ----- | ----- | ----- | ----- | ----- |
| 1 600 | 1 601 | 1 811 | 2 164 | 2 466 | 2 752 | 3 331 | 3 638 | 4 037 |

| 2021  | 2022  | - | - | - | - | - | - | - |
| ----- | ----- | - | - | - | - | - | - | - |
| 4 264 | 4 297 | - | - | - | - | - | - | - |

### Enseignement
La commune est rattachée à l'académie de Grenoble.

### Équipements et clubs sportif

#### Rugby à XV
Le Saint-Savin sportif de rugby, créé en 1930, a été Champion de France de Fédérale 3 en 2009 puis a évolue ensuite en Fédérale 2.

#### Basket-ball
La commune possède aussi un club de basket-ball avec une école de basket.

### Médias
Historiquement, le quotidien à grand tirage Le Dauphiné libéré consacre, chaque jour, y compris le dimanche, dans son édition du Nord-Isère, un ou plusieurs articles à l'actualité du canton, de la communauté de communes, ainsi que des informations sur les éventuelles manifestations locales, les travaux routiers, et autres événements divers à caractère local.

### Cultes
La communauté catholique et l'église Saint-Savin (propriété de la commune) est rattachée à la paroisse Saint François d'Assise dont la maison paroissiale est située à Bourgoin-Jallieu. Celle-ci est également rattachée au diocèse de Grenoble-Vienne.

## Économie

### Secteur industriel
Une des principales entreprises de la ville est la société Ytong-Siporex ; fabricant de béton cellulaire.

### Secteur agricole
En viticulture, le territoire produit le vin de Pays des Balmes Dauphinoises au sein du label Isère (IGP).

## Culture locale et patrimoine

### Lieux et monuments

#### Lechâteau de Demptézieu
L'édifice date du XIIe siècle, transformé aux XVe et XVIe siècles. Les façades et les toitures, l'escalier à vis de la tour hexagonale du XVe siècle font l'objet d'une inscription au titre des monuments historiques par arrêté du 15 septembre 1954.

#### Les autres monuments
- Une maison du XVIe siècle à Demptézieu fait l'objet d'une inscription partielle au titre des monuments historiques par arrêté du 23 juin 1933. Seul un bas-relief Renaissance en pierre, encastré dans la maison est inscrit[29].
- La maison forte de Peythieu, labellisée Patrimoine en Isère[30]
- Cabane du Creusat à Chapèze
- Église Saint-Barthélemy de Demptézieu
- Église paroissiale Saint-Savin de Saint-Savin
- Four communal

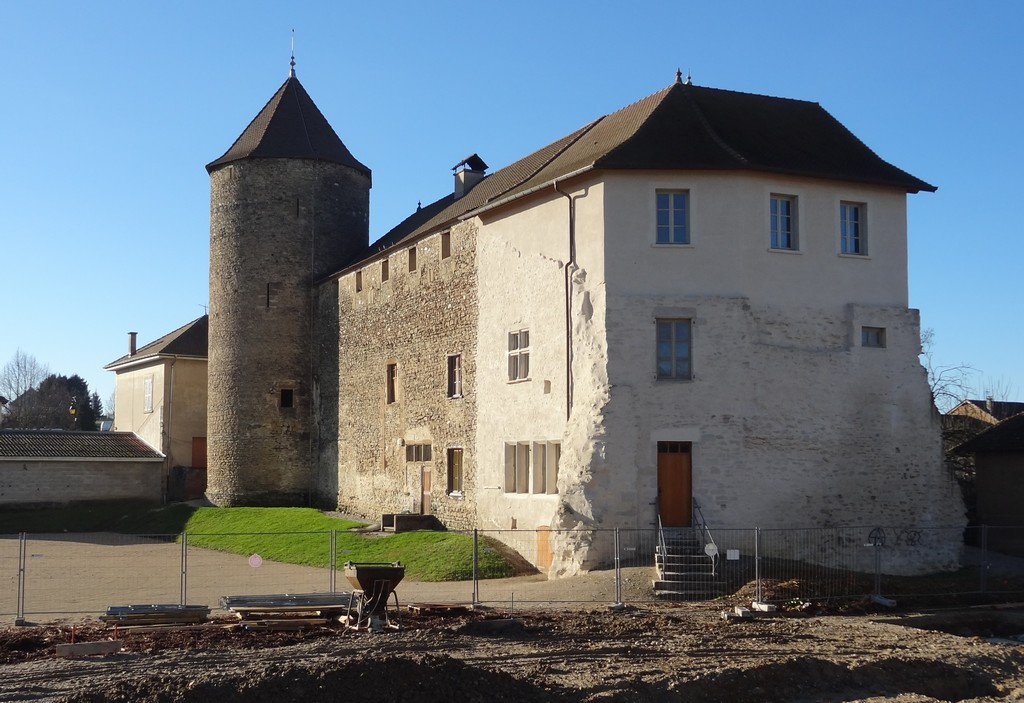
Le château de Demptézieu.
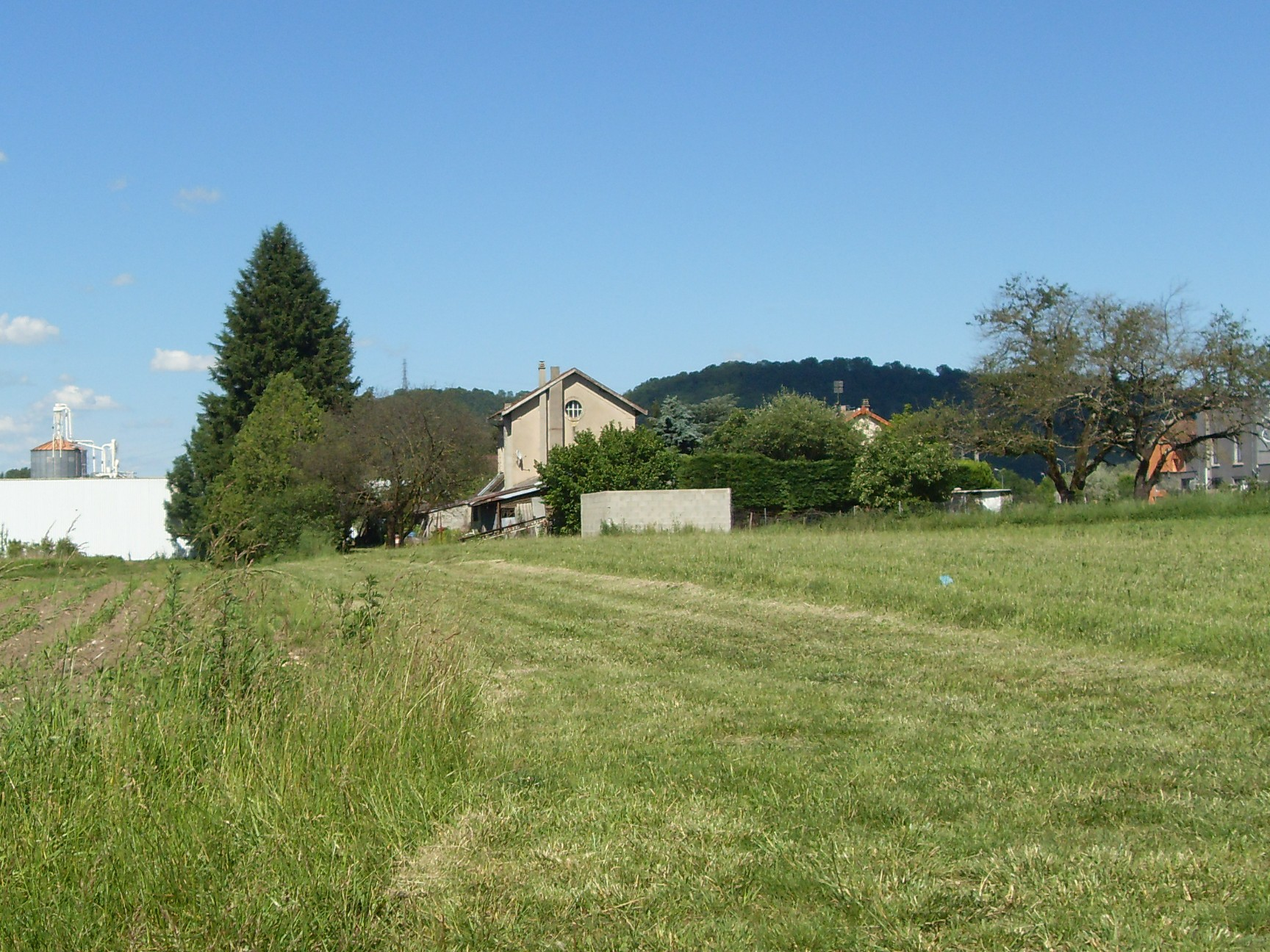
L'ancienne gare de Saint-Savin.

### Patrimoine naturel
- Le lac Clair
- Le lac Gris

### Personnalités liées à la commune
- Marc Cécillon, ancien capitaine de l'équipe de France de rugby né le 30 juillet 1959.
- Julien Bonnaire, international de rugby, né le 20 septembre 1978
- François Jarret (1632-1700), fondateur de la commune jumelée de Verchères dans la banlieue de Montréal, est originaire de Saint-Savin[31].

### Héraldique
| Blason de Saint-Savin | Blason  | D'or au chardon d'azur issant d'un croissant de gueules..                                                                    |
| Blason de Saint-Savin | Détails | Le blason de cette commune vient de celui de la famille des comtes de Menon, qui étaient maires et seigneurs de Saint-Savin. |